# Anton Delbrück

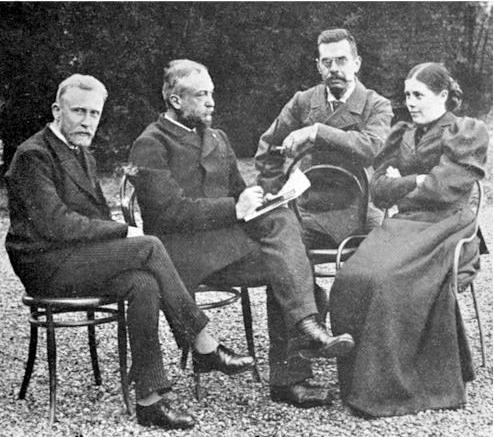
Anton Delbrück mit Auguste Forel (von links) im Burghölzli um 1900

Anton Wolfgang Adalbert Delbrück (* 23. Januar 1862 in Halle/Saale; † 21. Februar 1944 in Freiburg im Breisgau) war ein deutscher Psychiater und Klinikdirektor.

## Leben
Anton Delbrück gehörte zur Delbrück-Familie, deren Angehörige im 19. Jahrhundert in Preußen und im Deutschen Kaiserreich einige einflussreiche Positionen innehatten. Er war der jüngste Bruder des Politikers Clemens von Delbrück (1856–1921).
Delbrück wuchs in Halle/Saale auf, besuchte das dortige Gymnasium bis zur Reifeprüfung 1881. Er studierte Medizin an der Friedrichs-Universität Halle und an der Ludwig-Maximilians-Universität München und legte 1886 das Staatsexamen ab. Während des Studiums war er Assistent des Chirurgen und Schriftstellers Richard von Volkmann. Er wandte sich der Psychiatrie zu, war zunächst als Volontärarzt an der Sächsischen Provinz-Irrenanstalt Altscherbitz bei Halle tätig, ab 1888 als Assistenzarzt an der Staatskrankenanstalt Friedrichsberg in Hamburg und ab 1890 an der Kantonalen Zürcher Irrenheilanstalt Burghölzli, die von Auguste Forel geleitet wurde. 
1891 habilitierte er sich an der Universität Zürich für Psychiatrie. Er wurde durch Vorlesungen und Publikationen über gerichtliche Psychopathologie bekannt. Wie Forel war er Unterstützer der Abstinenzbewegung. 
Der Bremer Senat ernannte ihn 1898 zum Direktor des St.-Jürgen-Asyls, der Abteilung für Geistes- und Nervenkranke der Städtischen Krankenanstalt. 1898 übernahm er von Johann Stoevesandt die Aufgabe, in der Ellener Feldmark eine psychiatrische Klinik zu planen und zu bauen, die er 1904 eröffnen konnte und bis 1927 leitete. Stoevesandt hatte sich bei diesem Vorhaben gegen seinen Vorgänger Jean Paul Friedrich Scholz und dessen Anhänger durchgesetzt.  
1915 wurde ihm vom Bremer Senat der Professorentitel verliehen.

## Leistungen
Delbrück beschrieb 1891 die Pseudologia phantastica, das krankhafte Verlangen zu lügen, als „abnorme Variation des seelischen Wesens“.

## Schriften (Auswahl)
- Zur Lehre von der Kreuzung der Nervenfasern im Chiasma nervorum opticorum. In: Archiv für Psychiatrie und Nervenkrankheiten. Bd. 21 (1890), H. 3, S. 746–777, doi:10.1007/BF02229736 (Dissertation, Universität Leipzig, 1889; Digitalisat im Internet Archive).
- Die pathologische Lüge und die psychisch abnormen Schwindler: Eine Untersuchung über den allmählichen Übergang eines normalen psychologischen Vorgangs in ein pathologisches Symptom für Ärzte und Juristen. Enke, Stuttgart 1891 (Habilitationsschrift, Universität Zürich, 1891).
- Über Hamlets Wahnsinn. Akademischer Rathhausvortrag, gehalten am 24. November 1882 in Zürich. Verlagsanstalt und Druckerei AG, Hamburg 1893.
- Gerichtliche Psychopathologie: Ein kurzes Lehrbuch für Studierende, Ärzte und Juristen. Barth, Leipzig 1897.
- Hygiene des Alkoholismus In: Theodor Weyl (Hrsg.): Handbuch der Hygiene. Supplementband 1, Fischer, Jena 1901, S. 113–195.